# Dicranocnemus natalensis
Dicranocnemus natalensis är en skalbaggsart som beskrevs av Louis Albert Péringuey 1902. Dicranocnemus natalensis ingår i släktet Dicranocnemus och familjen Melolonthidae. Inga underarter finns listade i Catalogue of Life.